# ثین لیزی
ثین لیزی (به انگلیسی: Thin Lizzy) یک گروه هارد راک ایرلندی است که در سال ۱۹۶۹ در دوبلین شکل گرفت.
فیل لاینت خواننده، بیسیست و شخص اول گروه بود و ترانه‌های ‎«Whiskey in the Jar»‎، ‎«Jailbreak»‎ و «The Boys Are Back in Town» از آثار موفق گروه در سطح بین‌المللی بوده‌اند که پس از گذشت بیش از ۳ دهه، هنوز هم از ایستگاه‌های رادیویی کلاسیک راک پخش می‌شوند. لاینت که در زمان حضورش در گروه، آهنگساز اغلب ترانه‌های ثین لیزی بود، یکی از معدود هنرمندان سیاه‌پوستی است که در عرصهٔ موسیقی هارد راک به موفقیت قابل‌توجهی دست یافته‌اند.
پس از مرگ لاینت در سال ۱۹۸۶، گروه چندین تغییر در ترکیب نفرات‌اش را تجربه کرد و در دوره‌های مختلف با ترکیب‌های گوناگون ظاهر شد. از اعضای برجستهٔ ثین لیزی -پس دوران از لاینت- می‌توان به اسکات گُرهَم و جان سایکس اشاره کرد. سایکس در ژوئن ۲۰۰۹ گروه را ترک کرد.
موسیقی ثین لیزی عناصر مختلفی از سبک‌های گوناگون کانتری، سایکدلیک راک، و موسیقی فولک ایرلندی را در خود دارد، اما در دسته‌بندی سبکی، معمولاً هارد راک به‌شمار می‌آید و در پاره‌ای اوقات هم هوی متال.

## تاریخجه
دو نفر از اعضای موسس ثین لیزی، یعنی نوازنده گیتار فیل لاینوت و درامرز گروه برایان داونی، اولین بار در اوایل دهه ۱۹۶۰ در مدرسه‌ای در دوبلن دیدار کردند. فیل لاینت ، زاده ۲۰ اوت ۱۹۴۹ در وست Bromwich انگلستان و پدرش Philomena Parris (۱۹۲۵ - ۲۰۱۰)، از سن سه‌سالگی در دوبلین تربیت شد.